# III. Gorm dán király

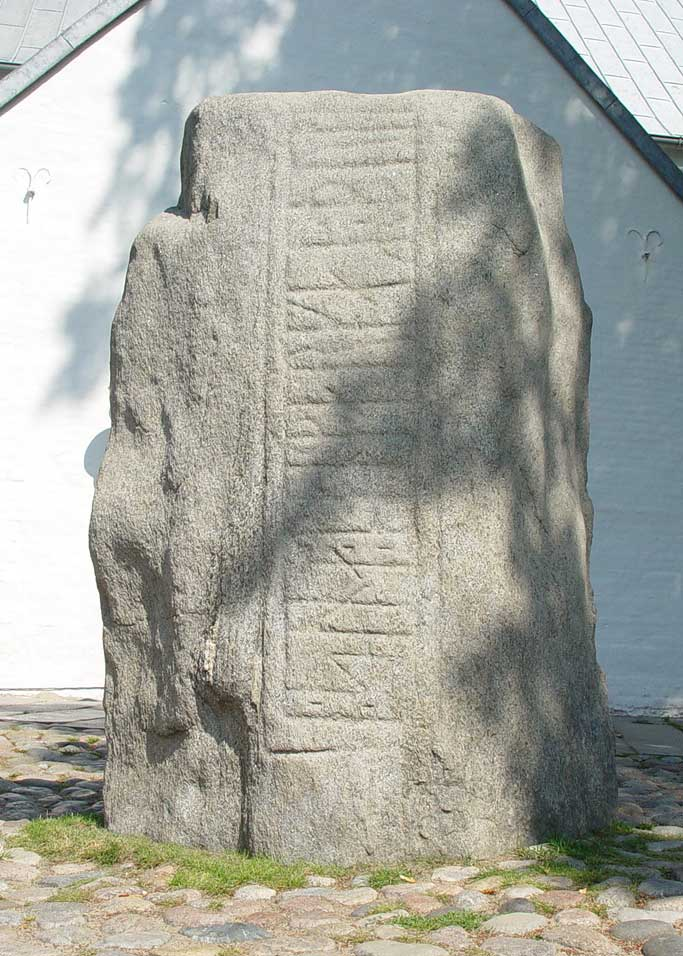
Sírköve, elülső oldal.

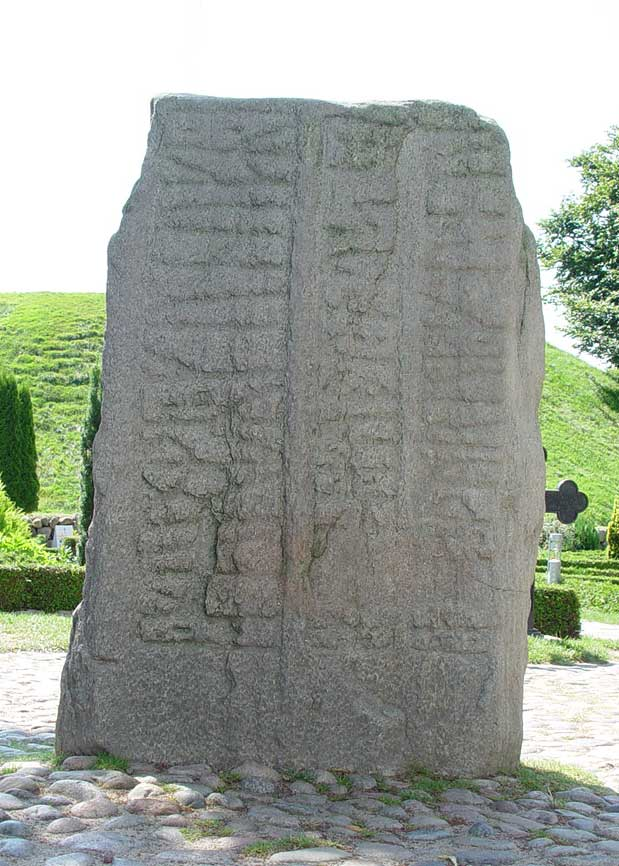
Sírköve, hátsó oldal.

III. Gorm Hardeknutsson vagy Öreg Gorm (888–958) Dánia királya volt 934 és 958 között, I. Hardeknut (dán Hårde-Knud) fia. Valamikor a 9. század végén születhetett. Halálának időpontját a sírkamrájában talált fa dendrokronológiai vizsgálatával határozták meg. Neve – talán Saxo Grammaticus Gesta Danorum című őskrónikájának hatására – leggyakrabban szenilis, de kegyetlen vénembert és megrögzött pogányt idéz fel.
Apja 916-ban vagy 917-ben érkezett Dániába (talán a dánok uralta Kelet-Angliából, talán Normandiából, de egyéb elméletek is vannak) és letaszította trónjáról a svéd származású fiatal Sigtrygg Gnupassont. Hardeknut halála után Gorm lépett a trónra. Egyes elméletek szerint azonban csak Jütland egy részét uralta.
Vannak források, amelyek szerint sem öreg, sem szenilis nem volt, hanem nagyon is pragmatikus uralkodó és nyitott Dánia déli keresztény szomszédai irányában, mások viszont esetleg összekeverhették apjával, aki élete végéig ellenállt a terjedő kereszténység nyomásának. Saxo azt írta Gormról, hogy a bevándorló keresztények templomait leromboltatta, „mintha azok istentelenek volnának" és hogy „olyan ember vala, aki ellenséges vala a kereszténységhez, a keresztényeket minden méltóság nélküli ... embereknek tartván. "
A sorok közt olvasva látszik, hogy Saxo Gorm tragédiáját is isteni büntetésnek gondolhatta. Története szerint Gorm annyira szerette Knud nevű fiát, hogy kijelentette, meghal, aki Knud halálhírét hozza. Amikor Knud elesett, Gorm felesége, az angol származású Thyra átöltöztette az öreget, aki csak később vette észre, hogy a gyászolók ruháját hordja, és bánatában meghalt.
Jelling első keresztény templomában csontokat találtak, amelyek feltételezések szerint Öreg Gorm maradványai. Gorm uralkodása alatt ugyan a legtöbb dán még pogány lehetett, de fia, Kékfogú Harald a kereszténységre térítette az országot. Ha a csontváz tényleg Gormé, akkor Harald vitethette a templomba, de az eredeti helyet, ahol Gormot eltemették, meghagyta emlékhelynek.